# Bettina Belitz
Bettina Belitz (Heidelberg, 21 settembre 1973) è una giornalista e scrittrice tedesca.

## Biografia
Dopo aver studiato storia e letteratura, ha lavorato per Die Rheinpfalz e altre pubblicazioni.
Ha un figlio, e vive attualmente a Westerwald.

## Pubblicazioni
- Mit uns der Wind. Script 5, Bindlach 2015. ISBN 978-3-8390-0160-8
- Splitterherz. Script 5, Bindlach 2010. ISBN 978-3-8390-0105-9
- Scherbenmond. (2. Teil) Script 5, Bindlach 2011. ISBN 978-3-8390-0122-6
- Dornenkuss. (3. Teil) Script 5, Bindlach 2011. ISBN 978-3-8390-0123-3
- Linna singt. Script 5, Bindlach 2012. ISBN 978-3-8390-0139-4
- Vor uns die Nacht. Script 5, Blindlach 2014. ISBN 978-3-8390-0159-2
- Sturmsommer. Thienemann, Stuttgart 2010. ISBN 978-3-522-20069-1
- Freihändig. Thienemann, Stuttgart 2010. ISBN 978-3-522-20106-3
- Fiona Spiona. Bd. 1. Falsch gedacht, Herr Katzendieb! Loewe, Bindlach 2010. ISBN 978-3-7855-6949-8
- Fiona Spiona. Bd. 2. Ein Hering mit fiesen Gedanken. Loewe, Bindlach 2010. ISBN 978-3-7855-6913-9
- Fiona Spiona. Bd. 3. Ein Popo geistert umher. Loewe, Bindlach 2010. ISBN 978-3-7855-6986-3
- Fiona Spiona. Bd. 4. Kapitän Feinripp geht baden. Loewe, Bindlach 2010. ISBN 978-3-7855-6987-0
- Fiona Spiona. Bd. 5. Angriff der Rollmöpse. Loewe, Bindlach 2011. ISBN 978-3-7855-6270-3
- Fiona Spiona. Bd. 6. 8 Weihnachtsmänner sind einer zu viel. Loewe, Bindlach 2011. ISBN 978-3-7855-7188-0
- Luzie & Leander. Bd. 1. Verflucht himmlisch. Loewe, Bindlach 2010. ISBN 978-3-7855-7191-0
- Luzie & Leander. Bd. 2. Verdammt feurig. Loewe, Bindlach 2010. ISBN 978-3-7855-7192-7
- Luzie & Leander. Bd. 3. Verzwickt chaotisch. Loewe, Bindlach 2011. ISBN 978-3-7855-7264-1
- Luzie & Leander. Bd. 4. Verblüffend stürmisch. Loewe, Bindlach 2011. ISBN 978-3-7855-7265-8
- Luzie & Leander. Bd. 5. Verwünscht gefährlich. Loewe, Bindlach 2012. ISBN 978-3-7855-7073-9
- Luzie & Leander. Bd. 6. Verboten tapfer. Loewe, Bindlach 2012. ISBN 978-3-7855-7391-4
- Luzie & Leander. Bd. 7. Verdächtig clever. Loewe, Bindlach 2013. ISBN 978-3-7855-7392-1
- Luzie & Leander. Bd. 8. Verflixt romantisch. Loewe, Bindlach 2014. ISBN 978-3-7855-7393-8